# زيت الصنوبر
زيت الصنوبر هو زيت أساسي يتم الحصول عليه عن طريق التقطير البخاري للجذوع والإبر والأغصان والأقماع من مجموعة متنوعة من أنواع الصنوبر، وخاصة صنوبر سيلفستريس. اعتبارًا من عام 1995، كان زيت الصنوبر الاصطناعي «أكبر مشتق منفرد من زيت التربنتين»، وشكلت زيوت الصنوبر الاصطناعية 90% من المبيعات حتى عام 2000.
في الطب البديل، يقال أنه يستخدم في العلاج بالروائح كمعطر لزيوت الاستحمام، أو بشكل أكثر شيوعًا كمنتج تنظيف، وكمواد تشحيم في آليات الساعة الصغيرة والمكلفة. ويمكن أيضا أن يستخدم بشكل مختلف بمثابة مطهر، معقم، مبيد للجراثيم، مبيد للفيروس أو الحشرات. كما أنه يستخدم كمبيد فعال للأعشاب حيث يكون عمله هو تعديل بشرة النباتات الشمعية، مما يؤدي إلى جفافها.
كيميائيًا، يتكون زيت الصنوبر أساسا من α تربينول وغيرها من دوري تربين الكحول. قد تحتوي أيضًا على هيدروكربونات تيربين وإيثرات وإسترات. يعتمد التكوين الدقيق على عوامل مختلفة، مثل تنوع الصنوبر الذي يتم إنتاجه منه وأجزاء الشجرة المستخدمة.

## خصائصه كمطهر
زيت الصنوبر مطهر بدرجة خفيفة. وهو فعال ضد Brevibacterium ammoniagenes، والفطريات المبيضات البيضاء، Enterobacter aerogenes، Escherichia coli، البكتيريا المعوية سالبة الجرام، الجراثيم المنزلية، الجراثيم المنزلية سلبية الجرام مثل تلك التي تسبب السالمونيلا، الهربس البسيط 1 و 2، نوع الأنفلونزا A، الأنفلونزا نوع فيروس A / البرازيل، نوع فيروس الإنفلونزا A2 / اليابان، والبكتيريا المعوية، الكلبسيلة الرئوية، رائحة البكتيريا المسببة، العفن، الزائفة الزنجارية، السالمونيلا كوليرا، السالمونيلا التيفية، السراتية الذابلة، شيغيلة سونية، المكورات العنقودية الذهبية، معوية البراز، المكورات العقدية المقيحة، والخلايا الترشحية.
سوف يقتل العوامل المسببة للتيفوئيد والتهاب المعدة والأمعاء (بعض العوامل) وداء الكلب والكوليرا والعديد من أشكال التهاب السحايا والسعال الديكي والسيلان والعديد من أنواع الزحار. وهي ليست فعالة ضد الأمراض المرتبطة بالجراثيم، مثل الكزاز أو الجمرة الخبيثة، أو ضد الفيروسات غير المغلفة مثل فيروس شلل الأطفال أو فيروس الأنف أو التهاب الكبد B أو التهاب الكبد C. 

## صناعيًا
يستخدم زيت الصنوبر كمزبد في استخراج المعادن من الخامات. على سبيل المثال، في استخراج النحاس يستخدم زيت الصنوبر لترطيب خامات كبريتيد النحاس لتعويم الرغوة. لذلك، من المهم في الصناعة لعملية تعويم الرغوة. تم استبداله إلى حد كبير بالكحول الاصطناعي وإيثير بولي جليكول.

## توجيهات السلامة
يحتوي زيت الصنوبر على مستوى سمي نسبي منخفض نسبيًا ومستوى تآكل منخفض ومثابرة محدودة؛ ومع ذلك، فإنه يهيج الجلد والأغشية المخاطية ويعرف أنه يسبب مشاكل في التنفس. قد تتسبب الجرعات الكبيرة في انخفاض الجهاز العصبي المركزي.